# Australie aux Jeux olympiques d'été de 1936
L'Australie participe aux Jeux olympiques d'été de 1936 à Berlin en Allemagne. Trente-deux athlètes australiens, 28 hommes et 4 femmes, ont participé à 26 compétitions dans 7 sports. Ils y ont obtenu une médaille, en bronze.

## Médailles
| Médaille | Discipline | Épreuve     | Athlète       |
| -------- | ---------- | ----------- | ------------- |
| Bronze   | Athlétisme | Triple saut | Jack Metcalfe |